# Ciuma, Vînohradiv
Ciuma (în ucraineană Затисівка, transliterat: Zatîsivka, în maghiară Csomafalva) este un sat în comuna Cepe din raionul Vînohradiv, regiunea Transcarpatia, Ucraina.

## Demografie
Componența lingvistică a localității Ciuma
     Ucraineană (86,55%)
     Maghiară (12,12%)
     Rusă (1,33%)
Conform recensământului din 2001, majoritatea populației localității Ciuma era vorbitoare de ucraineană (86,55%), existând în minoritate și vorbitori de maghiară (12,12%) și rusă (1,33%).